# 孫宗夏
孫宗夏，陝西鎮安縣（今商洛市商州區）人。清朝武官。
雍正十一年（1733）癸丑科武會元、武狀元，授頭等侍衞。歷官廣東左翼鎮右營遊擊、廣東崖州營參將、湖南洞庭水師協副將，廣東碣石鎮總兵。
擅指畫。